# Aharon Zeevi-Farkaș
Aharon Zeevi-Farkaș (în ebraică אהרן זאבי-פרקש) (n. 7 martie 1948, Beclean, România) este un militar israelian, originar din Transilvania, România, general-maior (Aluf), care a condus Direcția de Informații Militare a Armatei Israeliene (AMAN) între anii 2002-2006.

## Biografie
Zeevi-Farkas s-a născut în 1948 la Beclean, județul Someș, ca fiu al lui Dov și Hanna Farkas, evrei religioși supraviețuitori ai Holocaustului  din Transilvania de nord.  
A emigrat cu familia din România în Israel  în anul 1962, la vârsta de 14 ani. S-au stabilit la Tzfat. A învățat în satul de tineret religios Ben Yakir din Kfar Haroè. La vârsta de 20 ani, în timpul serviciului militar, a abandonat modul de viață al evreilor religioși. Ulterior a  obținut o licență în orientalistică și un masterat în istoria Orientului Mijlociu la Universitatea din Tel Aviv, absolvind  după 1996 și cursuri de afaceri în cadrul unui program de directori la Harvard Business School.

## Serviciul militar
Zeevi a servit timp de 40 ani în Armata Israeliană. În 1966 a urmat un curs pentru piloți militari. A fost încadrat în serviciile de informații ale Forțelor Aeriene și apoi în Corpul de Informații al AMAN. Între anii 1976 și 1990 a îndeplinit diferite funcții de comandă în cadrul Corpului de Informații. A absolvit cursuri postuniversitare de teoria sistemelor pentru comandanți de brigadă și comandanți de divizie. În această perioadă a participat la Războiul de Uzură (1968-1970), Războiul de Iom Kippur (1973) și Războiul din Liban din 1982. De asemenea, a participat la pregătirea Operațiunii Entebbe (1975). Între anii 1990-1993 a comandat Unitatea 8200, responsabilă cu interceptarea semnalelor și descifrarea codurilor. În 1993-1996 a fost ofițer la departamentul de planificare, apoi în 1996 a fost promovat la gradul de colonel, ca adjunct al comandantului acestui departament. În 1998 a fost avansat la gradul de general și numit șef al Departamentului Tehnologic și Logistic (Atal), îndeplinind această funcție până în 2001. A condus apoi Departamentul de Informații Militare a Armatei Israeliene (AMAN) (2001-2006). La 5 ianuarie 2006 a trecut în rezervă. A fost înlocuit în funcție de generalul-maior Amos Iadlin.

## Activitatea ulterioară
El lucrează în prezent ca șef al Programul Național de Apărare și Informații din cadrul Institutului pentru Studii de Apărare Natională (INSS) la Universitatea Tel Aviv. El a fondat și este președinte-director general al FST21 Ltd., Servicii Tehnologice Avansate de Securitate, ulterior - FST Biometrics care furnizează tehnologii de identificare biometrică și servicii pentru securitatea locuințelor și a containerelor de mărfuri. Din anul 2009 este președinte al Institutul de Planificare Politică din Ierusalim.
De la 1 ianuarie 2022 este președintele Centrului pentru Patrimoniul Serviciilor de Informații la Glilot. De asemenea îndeplinește funcția de președinte al Consiliului Public al Centrului Zalman Shazar pentru studiul istoriei poporului evreu
Locuiește actualmente în moșavul Nir Tzvi, este căsătorit și are trei copii.
Unul din fiii săi, Amit, care a servit in Al Doilea Război din Liban din 2006 ca maior în rezervă în unitatea Maglan a fost distins cu medalia pentru vitejie a Comandamentului de centru al armatei israeliene, pentru curajul deosebit dovedit în luptele cu forțele șiite  libaneze Hizballah din Liban.